# Qualburg
Qualburg is een dorp van een kleine duizend inwoners in de gemeente Bedburg-Hau in de Kreis Kleve in de Duitse deelstaat Noordrijn-Westfalen. Het ligt op enkele kilometers ten zuidoosten van Kleef aan de weg naar Kalkar. Het dorp ligt in de laagte van de Nederrijnse Laagvlakte. Nabijgelegen plaatsen zijn Bedburg-Hau, Hasselt en Schneppenbaum

## Geschiedenis
Romeinen
Volgens historici was in Qualburg het Romeinse fort Quadriburgium gevestigd. Er zijn vele Romeinse vondsten gedaan tot uit de 5e eeuw.
St. Martinuskirche
De kerk is gewijd aan St. Martinus. Bij opgravingen werden graftombes uit de 6e en 7e eeuw gevonden en ook resten van nederzettingen uit die eeuwen. Het middeleeuwse koor van de kerk bleef bewaard bij een restauratie in Neogotische stijl in 1888 - 1890.
Middeleeuwen
Geschiedkundige bronnen vermelden dat Qualburg rond 1100 voor het eerst genoemd wordt. Het behoorde onder de Grafen van Kleef tot het Amt Kleverhamm. De Sint-Martinuskerk ging in 1143 aan het Stift Bedburg en werd daar in 1324 mee gefuseerd.
Tweede Wereldoorlog
In februari en maart 1945 vond in het nabijgelegen Reichswald een belangrijk gedeelte van Operatie Veritable plaats. Bij deze krijgshandelingen werd ook de bebouwing van Qualburg zwaar beschadigd.
Gemeentelijke herindeling 1969
Het dorp maakt sinds 1969 deel uit van de nieuwe gemeente Bedburg-Hau. Bedburg was het grootste kerspel in de buurt en Hau was de grootste plaats van het toenmalige Amt Till. Qualburg behoorde sinds de 19e eeuw tot het Amt Till.